# Phymatostetha inops
Phymatostetha inops är en insektsart som beskrevs av Jacobi 1905. Phymatostetha inops ingår i släktet Phymatostetha och familjen spottstritar. Inga underarter finns listade i Catalogue of Life.